# Elma (Waszyngton)
Elma – miasto w Stanach Zjednoczonych, w stanie Waszyngton, w hrabstwie Grays Harbor.